# Sprockhöveler Zeitung
Die Sprockhöveler Zeitung bestand von 1898 bis 1945, ab 1934 als Sprockhövel Haßlinghauser Zeitung. Schwerpunkt der Lokalzeitung war das Ortsgeschehen in Sprockhövel und Haßlinghausen, heute ein Stadtteil von Sprockhövel, Ennepe-Ruhr-Kreis.
Die Sprockhöveler Zeitung war ein eigenständiges Zeitungsorgan und diente zugleich als Generalanzeiger für Hiddinghausen, Haßlinghausen, Herzkamp, Schee, Löhnen, Elfringhausen, Stüter, Holthausen, Buchholz, Blankenstein, Durchholz, Vormholz, Herbede etc. Sie wurde ab dem 19. November 1898 von Wilhelm Wiesemann aus Sprockhövel verlegt und gedruckt. Die Zeitung erschien dienstags, donnerstags und samstags. Zum Ende des Zweiten Weltkrieges am 14. April 1945 wurde der Betrieb eingestellt.
Für kurze Zeit wurde die Sprockhövel Hasslinghauser Zeitung vom 22. Oktober 1949 bis zum 31. Dezember 1949 herausgegeben. Das Verlagsrecht der Sprockhövel Hasslinghauser Zeitung wurde ab dem 1. Januar 1950 an den General-Anzeiger der Stadt Wuppertal übertragen.
Der Heimat- und Geschichtsverein Sprockhövel archivierte die Bände der Sprockhöveler Zeitung von 1898 bis 1945 mit Ausnahme der Bände 1904, 1912 und 1914. Er überließ diese 2022 dem Stadtarchiv Sprockhövel.